# José Antonio de Chaves Osorio
José Antonio de Chaves Osorio   (Ciudad Rodrigo, 1673 - 22 de febrer de 1749) era un militar borbònic, marquès d'Almodóvar del Río, que va lluitar sota el comandament de Berwick i D'Asfeld a la batalla d'Almansa i en la posterior conquesta del Regne de València, sent l'executor material de l'incendi de Xàtiva el 1707 per ordre de Felip d'Anjou.
Inicià la seva carrera militar el 1689. A la Guerra de Successió participà en la batalla d'Almansa (25 d'abril de 1707). Chaves, esmentat als documents de l'època com a "brigadier Chaves", era qui comandava les tropes "espanyoles" (com li dien els valencians) de la columna de D'Asfeld, una de les dues en què es va dividir l'exèrcit borbònic després de la batalla d'Almansa.
Chaves i les seues tropes, majoritàriament castellanes (tot i que hi havia soldats d'altres punts de la península), van ser una de les dues columnes que participaren, junt amb una altra de francesa, en el setge de Xàtiva, l'assalt i el posterior saqueig de la ciutat que va dirigir el mateix D'Asfeld el 1707.
Una vegada es va prendre la decisió de cremar Xàtiva, van ser Chaves i els seus soldats els encarregats d'executar l'ordre. El 1711 va ser destinat a Sicília i promogut a mariscal de camp. El 1715 va ser nomenat Governador polític i militar d'Alacant. Pels seus serveis, Chaves va ser nomenat també corregidor d'Alcoi. Més tard, entre el 1718 i el 1719, va ser Capità General de Canàries i el 1721 el nomenaren Tinent Coronel. El 8 de març de 1722 se’l nomenà comandant general interí del Regne de Mallorca, a l'espera que el titular, Patrick Lawles, se'n pogués fer càrrec. Va esser a l'illa fins al maig de 1726. El 1743 fou Capità general dels Reials Exèrcits. Morí a Madrid el 1749.